# John Rudge
John Rudge (Stround of Parish, Gloucestershire, Inglaterra, 1792– Rio de Janeiro, 17 de agosto de 1854) foi um agricultor inglês.
Foi o patriarca da família Rudge que adentrou ao Brasil, tendo se transferido no ano de 1808, desembarcando no Rio de Janeiro, e dedicando-se ao comércio em importantes firmas das quais tinha sociedade, "Maxwell, Silva e Cia." e "Maxwell, Wright & Co."

## Chácara Morumbi
Como agricultor, foi o introdutor do chá da Índia no país, na Chácara Morumbi, de sua propriedade, em São Paulo, que recebeu de Diogo Antônio Feijó (um dos personagens mais importantes da história da capital). Uma das correntes mais disseminadas da História revela que junto com a frota portuguesa de D. João VI , no ano de 1808, em fuga das tropas napoleônicas, veio o inglês John Rudge, especialista no cultivo de chá. O rei português gostava muito da bebida, por isso doou terras da área posteriormente conhecida como o elegante bairro do Morumbi em São Paulo para John iniciar uma plantação. A propriedade, construída pelo regente Padre Diogo Antônio Feijó em taipa de pilão e com feições coloniais, foi inaugurada em 1813 e posteriormente se tornou conhecida como a Casa da Fazenda do Morumbi. A fazenda de chá se tornou próspera. Posteriormente, John Rudge plantou, também, videiras para produzir vinho, pois D. João VI cancelou um alvará que proibia manufaturas na colônia.

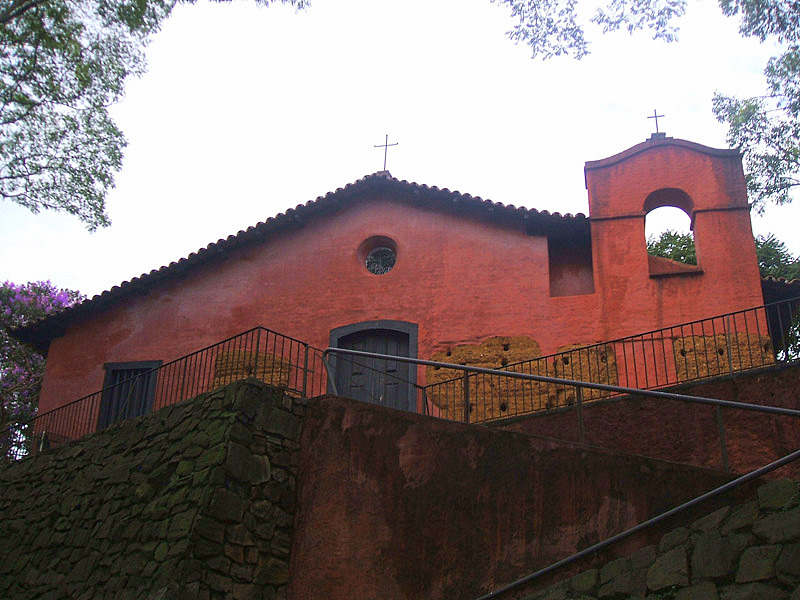
Capela da Casa da Fazenda do Morumbi

A Casa da Fazenda, assim como a Capela da Fazenda foram tombadas pelo CONPRESP, com base em estudo elaborado por técnicos do DPH, que apontou a importância histórica das construções e, sobretudo, de suas taipas, remanescentes de uma técnica construtiva hoje desaparecida (Prefeitura Municipal de São Paulo). A Capela está localizada num terreno que constituía a Fazenda do Morumbi, cujo mais antigo documento encontrado,  é datado de 1825. Por volta da década de 1920 ruiu em parte, mas suas paredes de taipa resistiram e cuidadosa reconstrução feita a partir de projeto do arquiteto Gregori Warchavchik.
Por seu significado histórico, a propriedade serviu de cenário para várias produções cinematográficas como o filme "Sinhá Moça", de 1953, produzido pela Vera Cruz e dirigido por Tom Payne, baseado no romance de Maria Dezonne Pacheco Fernandes, estrelado por Eliane Lage e Anselmo Duarte. E também para "A Moreninha" e "Beto Rockfeller", de Oliver Perroy e "A Nova Primavera", de Franco Zefirelli.

## Família
Foram seus pais: John Rudge e Ana Abiah Smith, casados no dia 10 de agosto de 1791 em Weston under Pluyard Parish, Inglaterra. Se casou no Rio de Janeiro em 14 de dezembro de 1831 com Maria Amália Maxwell, nascida no Rio de Janeiro em 30 de janeiro de 1816, filha de Joseph Maxwell e Maria Rosa de Souza Maxwell.
Falecido no Rio de Janeiro, foi sepultado no Cemitério dos Ingleses.
Foram seus filhos:
- Ana Abiah Rudge que se casou com Henrique Silva Prado.
- João Maxwell Rudge (16 de setembro de 1839 - 4 de junho de 1897) que se casou com Luísa Pereira de Campos Vergueiro.
- Guilherme Maxwell Rudge (2 de maio de 1842 - 20 de dezembro de 1913) que se casou com  Maria Júlia da Silva Telles.
- Maria Amália Rudge (Rio de Janeiro, 29 de maio de 1843 - São Paulo, 13 de setembro de 1909), que pelo seu casamento no ano de 1860, no oratório particular da residência de João da Silva Machado (Barão de Antonina), com Ernesto Mariano da Silva Ramos (São Paulo, 20 de janeiro de 1836 – 22 de março de 1919), deu início ao ramo familiar Rudge Ramos, com grande descendência. Entre os filhos do casal, Arthur Rudge da Silva Ramos teve grande destaque na administração pública de São Paulo, sendo homenageado com o nome do mais importante bairro de São Bernardo do Campo, o Rudge Ramos.